# SN 2008ii
SN 2008ii – supernowa typu Ia odkryta 19 grudnia 2008 roku w galaktyce E381-G50. W momencie odkrycia miała maksymalną jasność 16,80m.